# Fannaråki
Il Fannaråki, o Fannaråken, è una montagna della Norvegia appartenente alla catena del Hurrungane, nei Monti Scandinavi. È alto 2 068 m s.l.m. e si trova nel comune di Luster, nella contea di Vestland.

## Localizzazione
La montagna si trova all'interno del Parco nazionale Jotunheimen, appena a sud del lago Prestesteinsvatnet. Alla sua sommità è localizzato il rifugio Fannaråkhytta, che è servita come stazione meteorologica tra il 1926 e il 1978; nel mese di agosto 2012, è stata installata una stazione meteorologica automatica in grado di misurare la temperatura e la pressione atmosferica.
Il Fannaråki dista circa 6 chilometri dai monti Skagastølstindane (Store Skagastølstind, Vetle Skagastølstind, Midtre Skagastølstind, Sentraltind, Store Styggedalstind e Jervvasstind).

## Toponimo
La prima parte del nome deriva del termine norreno fonn che significa "ghiacciaio fatto di neve", mentre la seconda parte rimanda al termine råk che significa "cresta della montagna".